# Jacob Ekbohm
Jakob Ekebom, döpt 12 september 1685 i Norrköping, Östergötlands län, död 6 maj 1758 i Norrköpings S:t Olofs församling, Norrköping, var en svensk borgmästare, riksdagsledamot och politiker.

## Biografi
Jakob Ekebom föddes 1685 i Norrköping. Han var son till rådmannen och handlanden Jakob Ekebom. Ekebom blev 1701 student vid Uppsala universitet och 1708 rådman i Norrköping samt var samtidigt från 1712 stadsfiskal. Ekebom blev handelsborgmästare och politieborgmästare i Norrköping 1716 och justitieborgmästare i Norrköping 1717. Han var 1732–1733 tillförordnad postmästare i Norrköping. Ekebom avled 1758. Han begravdes 12 maj 1758 i stadskyrkan i Norrköping.[källa behövs]
Ekebom var riksdagsledamot för borgarståndet i Norrköping vid riksdagen 1719, riksdagen 1720, riksdagen 1723, riksdagen 1726–1727, riksdagen 1734, riksdagen 1738–1739 och riksdagen 1740–1741.

### Familj
Ekebom gifte sig första gången 1708 med Anna Tjällman (död 1716), dotter till borgmästaren Eric Tjellman i Norrköping och Magdalena Bröms.
Han gifte sig andra gången 11 november 1722 i Navestad med Charlotta Snack (1688–1723), dotter till bergsmannen Mårten Snack och Maria Reenstierna.